# Juvenalij (Kilin)
Juvenalij (světským jménem: Ivan Kelsievič Kilin; 1. května 1875, Arzamascevo – 28. prosince 1958, Iževsk) byl ruský duchovní Ruské pravoslavné církve a arcibiskup iževský a udmurtský.

## Život
Narodil se 1. května 1875 ve vesnici Arzamascevo ve Vjatské gubernii.
Navštěvoval zemskou školu v rodné vesnici a poté Sarapulské újezdní učiliště, které dokončil roku 1889.
Roku 1896 nastoupil jako poslušník do Bělogorského monastýru permské eparchie. Dne 2. července 1900 byl postřižen na monacha se jménem Juvenalij a 23. července byl rukopoložen na hierodiakona. Dne 12. února 1902 byl rukopoložen na jeromonacha.
Roku 1903 se stal vedoucím Bělogorského podvorje v Permu a zúčastnil se vyzdvižení ostatků svatého Serafima Sarovského.
Roku 1907 podnikl pouť do Jeruzaléma a na horu Athos.
Roku 1910 byl jmenován ekonomem biskupského domu v Permu a o rok později se stal představeným a stavitelem Favorské pustyně.
Dne 19. července 1912 byl povýšen na igumena. Od stejného roku navštěvoval pastorační a misijní kurzy.
Dne 24. července 1916 byl povýšen na archimandritu a jmenován blagočinným mužských a ženských monastýrů permské eparchie.
Dne 3. června 1919 dorazil do Čity, kde dočasně spravoval Verchněudinský monastýr.
Dne 1. března 1920 dorazil do Charbinu a 1. dubna 1921 byl ustanoven představeným chrámu Zesnutí přesvaté Bohorodice v Charbinu a správcem Nového hřbitova.
Dne 1. září 1922 se stal představeným a stavitelem monastýru Kazaňské ikony Matky Boží v Charbinu.
V lednu 1923 odešel do Srbska, kde byl ustanoven představeným Srbského monastýru (Vitovnica) a v únoru 1924 začal sloužit jako představený Gandatském monastýru na Dálném východě.
Roku 1935 byl Svatým synodem zvolen sinťiangským a druhým vikářem Ruské duchovní misie v Pekingu. Dne 16. února 1935 proběhla jeho biskupská chirotonie.
Roku 1936 nahradil vedoucího misie biskupa Viktor (Svjatina) a v letech 1937 až 1938 biskupa vikáře Jana (Maximoviče).
V květnu 1941 byl Archijerejským synodem Ruské pravoslavné církve v zahraničí znovu ustanoven představeným monastýru Kazaňské ikony Matky Boží v Charbinu. Zároveň mu byl udělen titul biskupa cicikarského a vikáře charbinské eparchie.
V říjnu 1945 byl přijat do jurisdikce Ruské pravoslavné církve.
V letech 1945–1947 byl dobrovolníkem na teologické fakultě Bohosloveckého institutu svatého Vladimíra v Charbinu.
Dne 15. června 1946 byl ustanoven biskupem šanghajským.
V lednu 1947 se vrátil do vlasti a byl penzionován v Pskovo-pečerském monastýru.
Dne 12. května 1947 byl jmenován biskupem čeljabinským a zlatoustovským a 3. června 1948 arcibiskupem irkutským a čitským.
Dne 21. února 1949 byl ustanoven arcibiskupem omským a ťumenským.
Dne 31. července 1952 byl Svatým synodem jmenován arcibiskupem iževským a udmurtským.
V únoru 1955 mu bylo uděleno právo nosit kříž na klobuku.
Před svou smrtí byl postřižen do velké schimy se jménem Ioann. Zemřel 28. prosince 1958 v Iževsku.